# Mufetiella grisescens
Mufetiella grisescens är en tvåvingeart som först beskrevs av Villeneuve 1933.  Mufetiella grisescens ingår i släktet Mufetiella och familjen spyflugor. Inga underarter finns listade i Catalogue of Life.